# Santa Maria de Merlès
Santa Maria de Merlès è un comune spagnolo di 156 abitanti situato nella comunità autonoma della Catalogna.